# Alexandre Denis Abel de Pujol

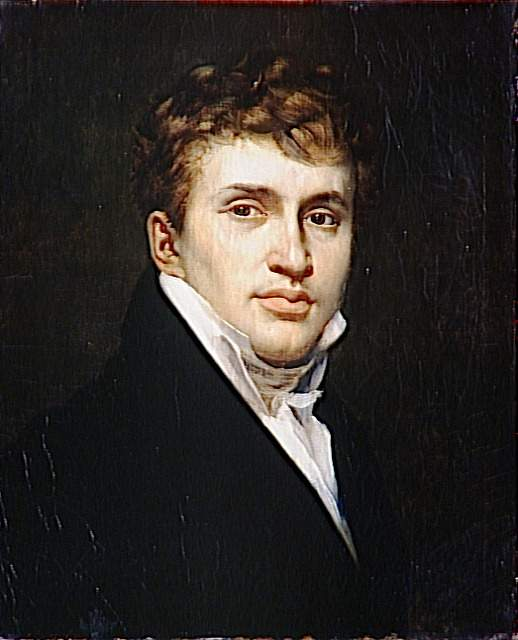
Alexandre Abel de Pujol, självporträtt (1812).

Alexandre Denis Abel de Pujol, född den 30 januari 1787 i Valenciennes, död den 29 september 1861 i Paris, var en fransk historiemålare. 
Abel de Pujol studerade först under Davids ledning och sedan i Rom, där han så ivrigt ägnade sig åt att studera antiken att till och med hans religiösa figurer blev hållna i starkt antikiserande stil. Hans arbeten bär prägel mer av energisk flit än av stor talang. Hans stora målningar, av vilka de flesta är religiösa, finns i kyrkor och museer, dels i Paris, dels i franska provinsstäder. 
Bland de mera berömda är Britannicus' död (1814, i Dijon), den Helige Stefan (1817, i Saint Étienne i Paris), Cæsar på väg till senaten (1819) samt Marias begravning (1819 i Notre Dame i Paris). Hans försök att ge nytt liv åt freskomåleriet (till exempel i Sankt Rochuskapellet i Saint-Sulpice i Paris) var mindre lyckade.

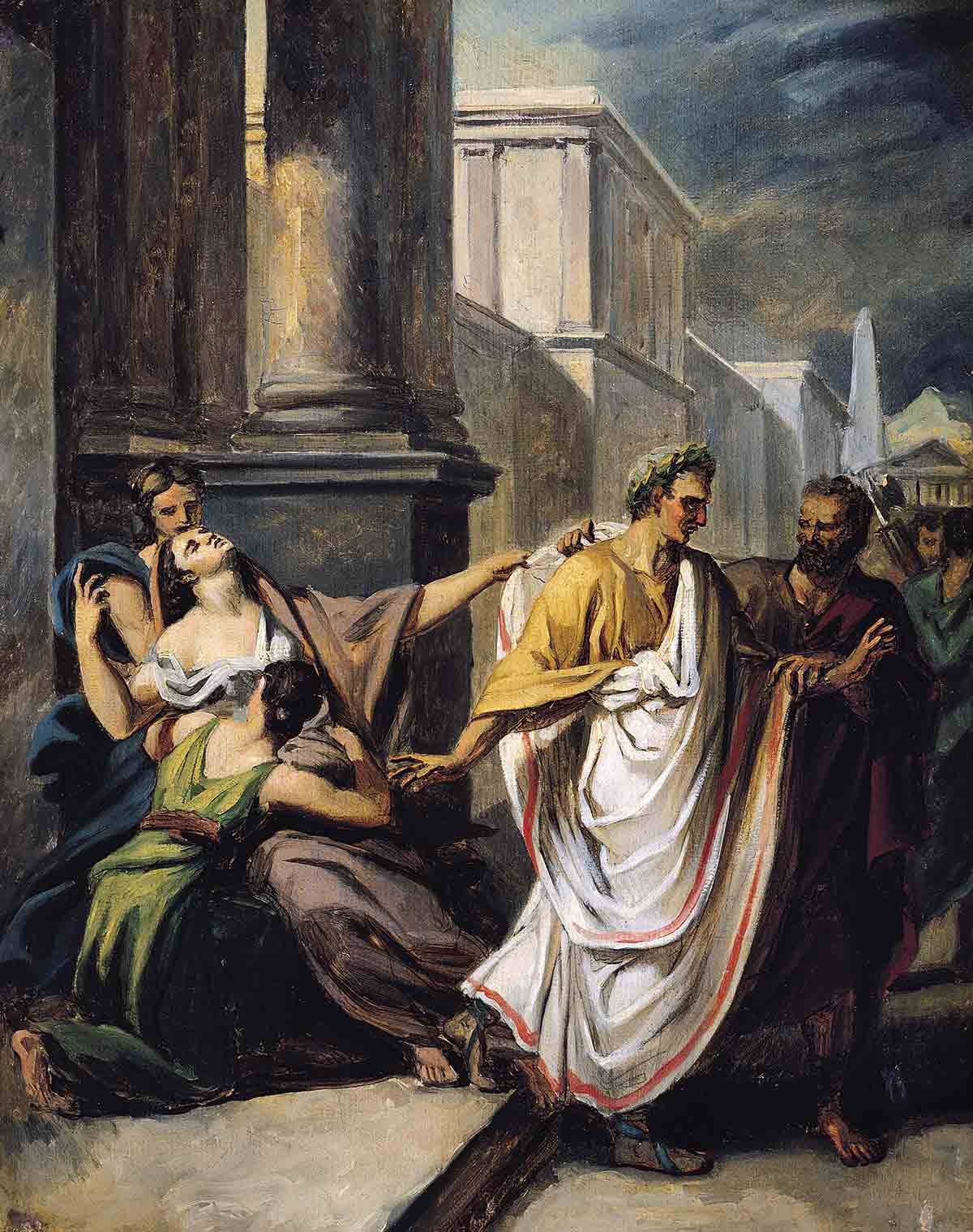
Caesar går till senaten på Ides av mars
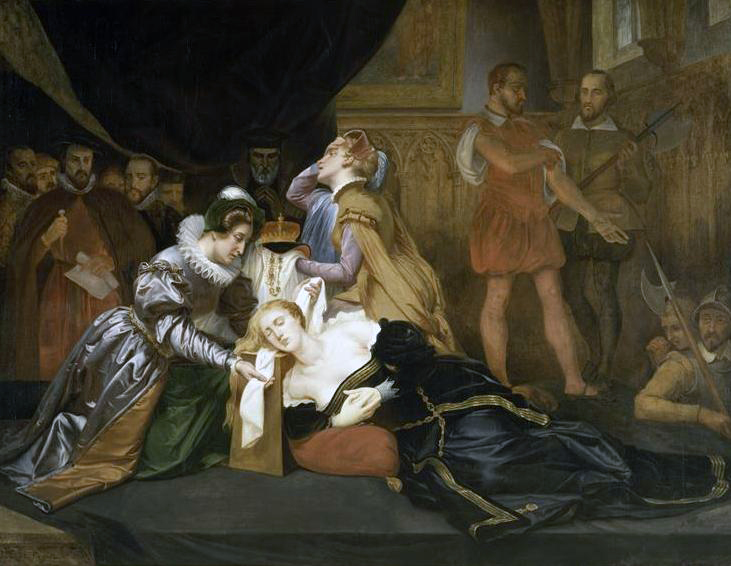
Avrättning-av-Mary-Queen-of-Scots
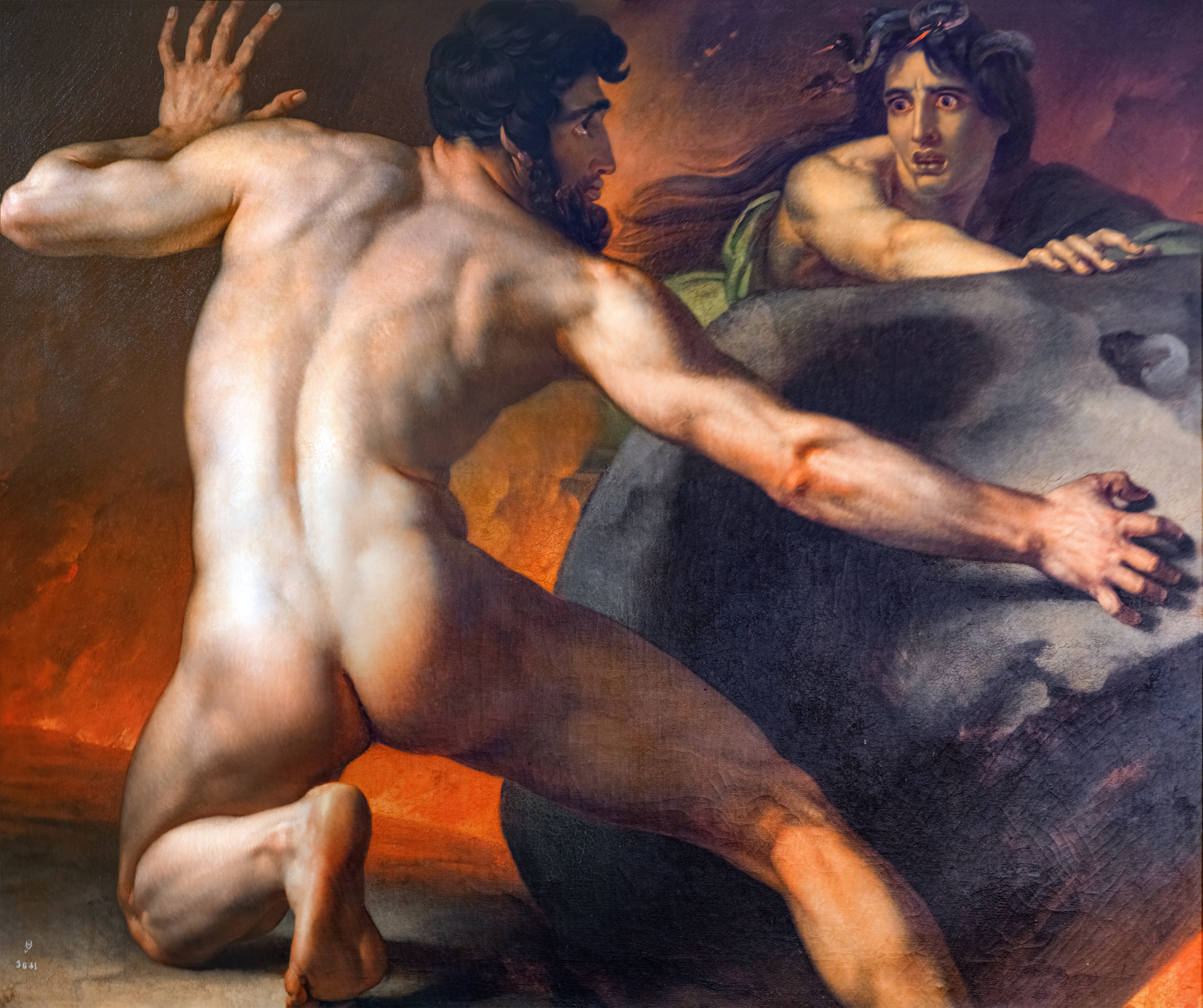
Sisyfos rullar evigt sin sten